# Wallraff (radioprogram)
Wallraff var ett humorprogram i Sveriges Radio P3, som sändes mellan 3 januari 1999 och 30 december 2001.
Programmet var namngivet efter Günter Wallraff. Programledare var till en början Staffan Malmberg, men han ersattes efter ett tag av Sanna Malmberg. 
Wallraffs inriktning var, enligt egen utsago, att "kartlägga den lögnaktiga lilla svensson". Detta skedde genom fiktiva dokumentärer, fiktiva dolda mikrofoner och sketcher. Stående inslag var bland annat förlorartypen Hans af Klas, spelad av Anders Johansson, och skjutjärnsjournalisten Jan M Brohagen. 
Bakom radioprogrammet stod Johan Bergman, Stefan Bruhn, Anders Johansson, Charlotte Lundgren och Måns Nilsson. Efter Walraff fortsatte Johansson och Nilsson sin radiokarriär med programmet Så funkar det i samma kanal.

## Hans af Klas
Hans af Klas var "vardagskorrespondent" i programmet. Hans ständiga motgångar och självömkande var, liksom flickvännen Gun, återkommande inslag i "radiodagboken". Hasse är ibland lite osäker och när han känner att han gjort något fel skyller han gärna på någon annan eller "en fisk". Andra vanligt förekommande objekt som omnämns i sketcherna om Hans är sallad och dill, som i flera andra sketcher av Anders Johansson.
Hans inleder nästan varje sketch med att säga "Hallå, det var Hasse här, Hans af Klas", med introt till Öppna landskap spelat i bakgrunden. Vanliga uttryck är till exempel "greppa hunden", när Hasse bestämmer sig för att ta itu med något.
Hasse har även en flickvän, Gun, som han träffade i avsnittet "Hasse har loppis", då han försöker sälja sitt fotoalbum och en liten dyna. Hasse har inga vänner, han har dock haft en höna vid namn Grill-Johan, som blev överkörd, samt en granne och hyresvärd vid namn Rolf som han med jämna mellanrum driver till vansinne.
Hasse har skrivit en låt med texten "Det blir bara värre och värre. Inget vidare alls nej. Det blir bara värre än så hä-är.". Denna sjunger han och ackompanjerar med gitarr vid diverse tillfällen, oavsett om han är deprimerad eller glad.